# Montgomery Slatkin
Montgomery Wilson Slatkin (* 29. Juni 1945 in Toronto) ist ein kanadisch-US-amerikanischer Zoologe (Evolutionsbiologie, Populationsgenetik) und Mathematiker.
Slatkin wuchs in einer Vorstadt von Detroit auf und studierte Mathematik am Massachusetts Institute of Technology mit dem Bachelor-Abschluss 1966 und wurde 1970 an der Harvard University bei George F. Carrier in angewandter Mathematik promoviert. Als Post-Doktorand war er 1970/71 an der University of Chicago bei Richard Lewontin. 1971 wurde er Assistant Professor (theoretische Biologie und Biophysik) an der Universität Chicago, an der er 1976 Associate Professor wurde. Ab 1977 war er Associate Professor für Zoologie und 1985 Professor für integrative Biologie an der University of California, Berkeley. Dort ist er am  Center for Theoretical and Evolutionary Genomics.
Ab 1970 war er außerdem Gastprofessor am Los Alamos National Laboratory.
Er befasst sich hauptsächlich mit theoretischer Populationsgenetik und entwickelte Modelle geographisch unterteilter Populationen, Populationswachstum und quantitativer Genetik.
Er untersucht genetische Daten innerhalb einzelner Arten und zwischen verschiedenen Arten im Rahmen von Modellen der Populationsgenetik und wie sich Variation in den DNA-Sequenzen auf populationsgenetische Prozesse auswirken (z. B. Rekombination, Selektion, Migration, schnelles Populationswachstum, geographische Muster, Gleichgewicht von Selektion, Gendrift und Genfluss). Er entwickelt auch mathematische Modelle in der Epidemiologie, Phylogenetik und Ökologie. Unter anderem befasste er sich mit den Populationen von Neandertalern (als Teil des Neanderthal Genome Consortium), des  Denisova-Menschen und anderen archaischen Hominiden (aber auch Ancient DNA von Säugetieren wie Polarbären, Höhlenbären, Pferde, Mammuts und Mastodonten und andere Elefanten), um Evolutionsereignisse und Mischungen von Populationen in der Vergangenheit zu rekonstruieren, und der genetischen Basis komplexer Erbkrankheiten des Menschen und anderen Eigenschaften, die auf vielen Genen basieren (quantitative Genetik). In der Epidemiologie befasste er sich unter anderem mit Geschichte der Pest.
2000 erhielt er den Sewall Wright Award. 2014 wurde er Mitglied der National Academy of Sciences, 1997 Mitglied der American Academy of Arts and Sciences. Slatkin war Präsident der American Society of Naturalists.